# Gare d'Oignies-en-Thiérache
La gare d'Oignies-en-Thiérache est une ancienne gare vicinale belge de la Société nationale des chemins de fer vicinaux (SNCV) de la ligne Oignies - Olloy située dans la commune d'Oignies-en-Thiérache en province de Namur.

## Histoire
La ligne est mise en service en 1911, la station sert de terminus à la ligne dans le village d'Oignies-en-Thiérache ainsi que de remisage pour le matériel, la ligne étant isolée du reste du réseau vicinal.
La ligne est fermée en 1954, la station a été préservée.

## Description
L'ensemble comprend à l'origine un bâtiment voyageur, deux remises, l'une pour les locomotives et l'autre pour les remorques ainsi qu'un château d'eau accolé au magasin à combustible (charbon) des locomotives.